# Regering-Pierlot II
De regering-Pierlot II (16 april 1939 - 3 september 1939) was een Belgische regering. Het was een coalitie van de Katholiek Blok (73 zetels), de BWP (64 zetels) en de Liberale Partij (33 zetels). 
De regering volgde de regering-Pierlot I op nadat ze was gevallen en op 2 april 1939 verkiezingen werden georganiseerd. Deze gaven een overwinning voor de katholieken, de socialisten en de liberalen, die een nieuwe regering met Hubert Pierlot (katholiek) als premier vormden. Na twee dagen namen de socialistische ministers echter hun ontslag, nadat een partijcongres van de Belgische Werkliedenpartij met een kleine meerderheid regeringsdeelname had afgewezen. Vervolgens ging de regering-Pierlot II door als een tweeledige regering van katholieken en liberalen, die het land leidde tot aan de Tweede Wereldoorlog. Op 3 september 1939, bij het uitbreken van de Wereldoorlog, werden de socialisten volwaardig mee in de regering opgenomen om tot een regering van nationale eenheid te komen: dit werd de regering-Pierlot III.

## Samenstelling
De regering telde initieel 14 ministers: 5 voor de katholieken, 3 voor de socialisten en 3 voor de liberalen. Daarnaast telde de regering drie experts. Nadat de drie socialistische ministers op 18 april 1939 opstapten, telde de regering 13 ministers: 6 katholieken, 4 liberalen en 3 experts.
| Ambtsbekleder                                      | Ambtsbekleder                    | Ambtsbekleder                          | Functie                                            | Termijn                          | Partij                       |
| -------------------------------------------------- | -------------------------------- | -------------------------------------- | -------------------------------------------------- | -------------------------------- | ---------------------------- |
|                                                    |                                  | Hubert Pierlot (1883-1965)             | Eerste Minister                                    | 16 april 1939 - 3 september 1939 | Katholiek Blok               |
| Minister Buitenlandse Zaken en Buitenlandse Handel | 18 april 1939 - 3 september 1939 | Hubert Pierlot (1883-1965)             |                                                    |                                  | Katholiek Blok               |
|                                                    |                                  | Eugène Soudan (1880-1960)              | Minister Buitenlandse Zaken en Buitenlandse Handel | 16 april 1939 - 18 april 1939    | BWP                          |
| Minister Justitie                                  | 16 april 1939 - 18 april 1939    | Eugène Soudan (1880-1960)              |                                                    |                                  | BWP                          |
|                                                    |                                  | Paul-Emile Janson (1872-1944)          | Lid van de Ministerraad                            | 16 april 1939 - 18 april 1939    | extraparlementair (liberaal) |
| Minister Justitie                                  | 18 april 1939 - 3 september 1939 | Paul-Emile Janson (1872-1944)          |                                                    |                                  | extraparlementair (liberaal) |
|                                                    |                                  | Albert Devèze (1881-1959)              | Minister Binnenlandse Zaken                        | 16 april 1939 - 3 september 1939 | Liberale Partij              |
|                                                    |                                  | Hendrik Marck (1883-1957)              | Minister Verkeerswezen                             | 16 april 1939 - 3 september 1939 | Katholiek Blok               |
|                                                    |                                  | Jules Duesberg (1881-1947)             | Minister Openbaar Onderwijs                        | 16 april 1939 - 3 september 1939 | extraparlementair            |
|                                                    |                                  | Camille Gutt (1884-1971)               | Minister Financiën                                 | 16 april 1939 - 3 september 1939 | extraparlementair            |
|                                                    |                                  | Henri Denis (1877-1957)                | Minister Landsverdediging                          | 16 april 1939 - 3 september 1939 | extraparlementair            |
|                                                    |                                  | Charles d'Aspremont Lynden (1888-1967) | Minister Landbouw                                  | 16 april 1939 - 3 september 1939 | Katholiek Blok               |
|                                                    |                                  | Arthur Vanderpoorten (1884-1945)       | Minister Openbare Werken en Werkverschaffing       | 16 april 1939 - 3 september 1939 | Liberale Partij              |
|                                                    |                                  | Gustave Sap (1886-1940)                | Minister Economische Zaken en Middenstand          | 16 april 1939 - 3 september 1939 | Katholiek Blok               |
|                                                    |                                  | Arthur Wauters (1890-1960)             | Minister Arbeid en Sociale Voorzorg                | 16 april 1939 - 18 april 1939    | BWP                          |
|                                                    |                                  | Antoine Delfosse (1895-1980)           | Minister Arbeid en Sociale Voorzorg                | 18 april 1939 - 3 september 1939 | Katholiek Blok               |
|                                                    |                                  | Albert de Vleeschauwer (1897-1971)     | Minister Koloniën                                  | 16 april 1939 - 3 september 1939 | Katholiek Blok               |
|                                                    |                                  | Willem Eekelers (1883-1954)            | Minister Volksgezondheid                           | 16 april 1939 - 18 april 1939    | BWP                          |
|                                                    |                                  | Marcel-Henri Jaspar (1901-1982)        | Minister Volksgezondheid                           | 18 april 1939 - 3 september 1939 | Liberale Partij              |

## Herschikking
- Op 18 april 1939 namen de socialistische ministers, in casu Eugène Soudan, minister van Justitie en minister van Buitenlandse Zaken en Buitenlandse Handel, Arthur Wauters, minister van Arbeid en Sociale Voorzorg, en Willem Eekelers, minister van Volksgezondheid, ontslag. Premier Hubert Pierlot (katholiek) nam de bevoegdheid Buitenlandse Zaken en Buitenlandse Handel over en de bevoegdheid Justitie ging naar Paul-Emile Janson (liberaal), lid van de ministerraad. Antoine Delfosse (katholiek) en  Marcel-Henri Jaspar (liberaal) werden aangesteld als respectievelijk minister van Arbeid en Sociale Voorzorg en minister van Volksgezondheid.